# Hotel Internacional dos Reis Magos
O Hotel Internacional dos Reis Magos foi um hotel localizado na Praia do Meio, em Natal, capital do estado do Rio Grande do Norte. Foi inaugurado em 7 de setembro de 1965, ao som da Orquestra de Frevos de Nelson Ferreira. Foi considerado um símbolo do turismo potiguar, já que foi o primeiro empreendimento turístico de alto padrão do estado.

## Início
O hotel foi construído por iniciativa do governador Aluísio Alves que, para isto, contou com recursos da Aliança para o Progresso, do Banco Internacional de Desenvolvimento e do governo federal, através da ação da Sudene.
Devido a sua localização, na Praia do Meio, e sua infraestrutura, o Hotel Reis Magos era considerado luxoso em suas décadas iniciais de funcionamento. Sabe-se que o complexo possuía 63 quartos, uma suíte presidencial, recepção, salões nobres, elevadores, parque aquático, sauna, playground, restaurante e estacionamento.
Inicialmente administrado pela Emproturn, de responsabilidade do governo do estado, posteriormente, durante 15 anos, o Hotel dos Reis Magos esteve arrendado à rede Tropical Hotéis, empresa que pertenceu à Varig. Em 1978 apos leilão e oferta publica, o hotel foi adquirido pelo grupo Hotéis Pernambuco, que passou a administrá-lo após uma reforma. Em 1989 foi arrendado à rede Othon, sendo entregue a um arrendatário local em 1995 só sendo retomado em 2002. Apos esse período de quase 10 anos sem reinvestimento ou obras de conservação, o grupo proprietário decidiu fechá-lo ate a resolução de todas as pendências tributárias deixadas pelas administrações anteriores.

## Século XXI
Houve projetos de revitalização ao longo dos anos, especialmente durante o reinicio dos contatos e acertos em 2006. Porém, com a ameaça de tombamento, o grupo proprietário manteve-se em compasso de espera até a definição do destino da área pelo poder publico.

### Demolição
No início dos anos 2010, sua revitalização era vista como grande impulso ao desenvolvimento turístico da Praia do Meio. No entanto, o contínuo abandono do complexo e a ampla dívida do grupo Hotéis Pernambuco inviabilizou um projeto de restauração adequado. Somadas às pressões políticas locais, a demolição do Hotel Reis Magos passou a ser tratado como inevitável devido à especulação imobiliária e o perigo que a infraestrutura antiga passou a representar. Em 2015, o Ministério Público Federal foi favorável à demolição ao considerar a posição da sociedade em relação ao antigo hotel e o fato de sua estrutura causar a proliferação de ratos e insetos. A demolição foi concluída em 2020.